# Michelbach (Ausztria)
Michelbach osztrák mezőváros Alsó-Ausztria St. Pölten-i járásában. 2024 januárjában 852 lakosa volt. 

## Elhelyezkedése

Michelbach a Sankt Pölten-i járásban

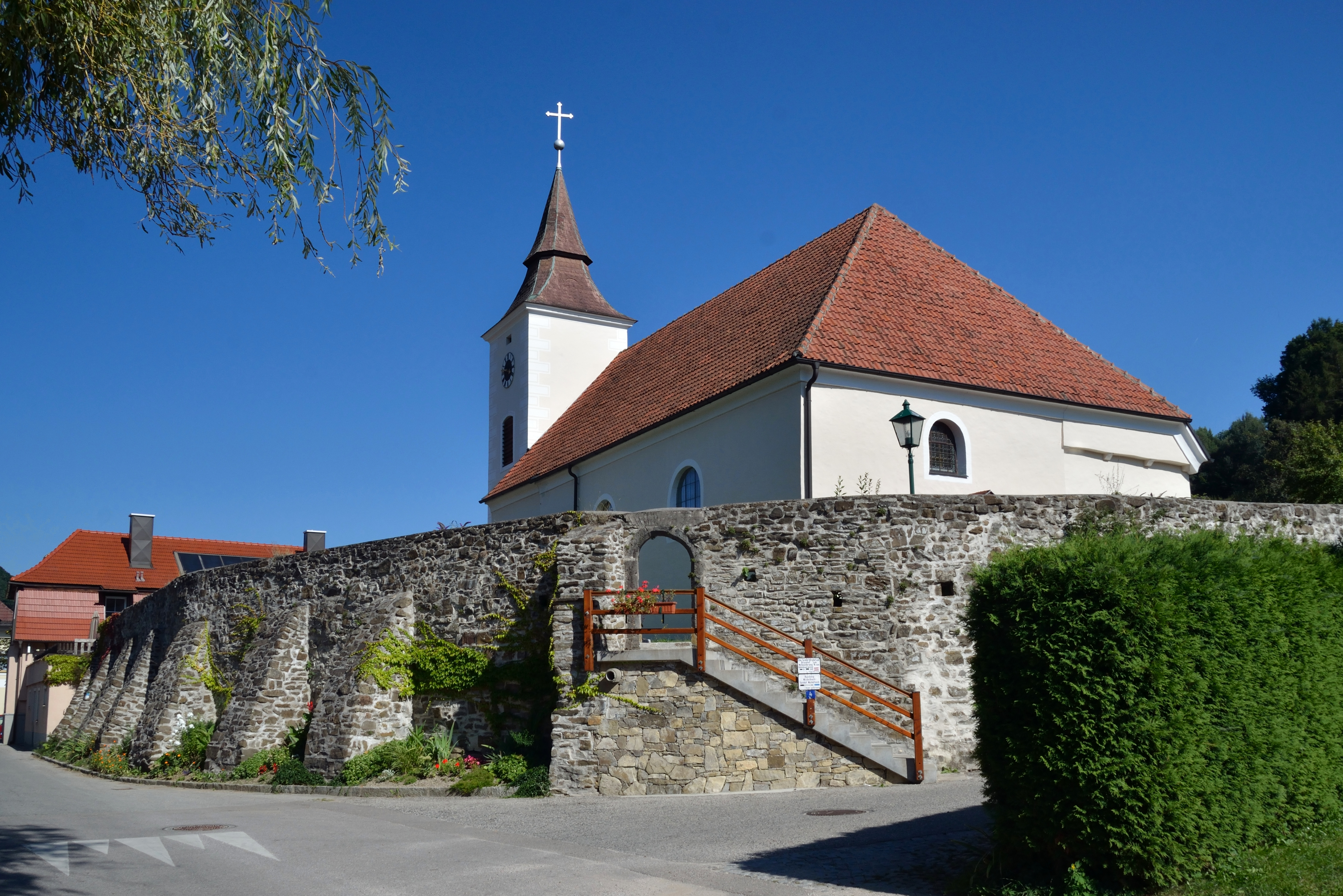
A Szt. Mihály-plébániatemplom

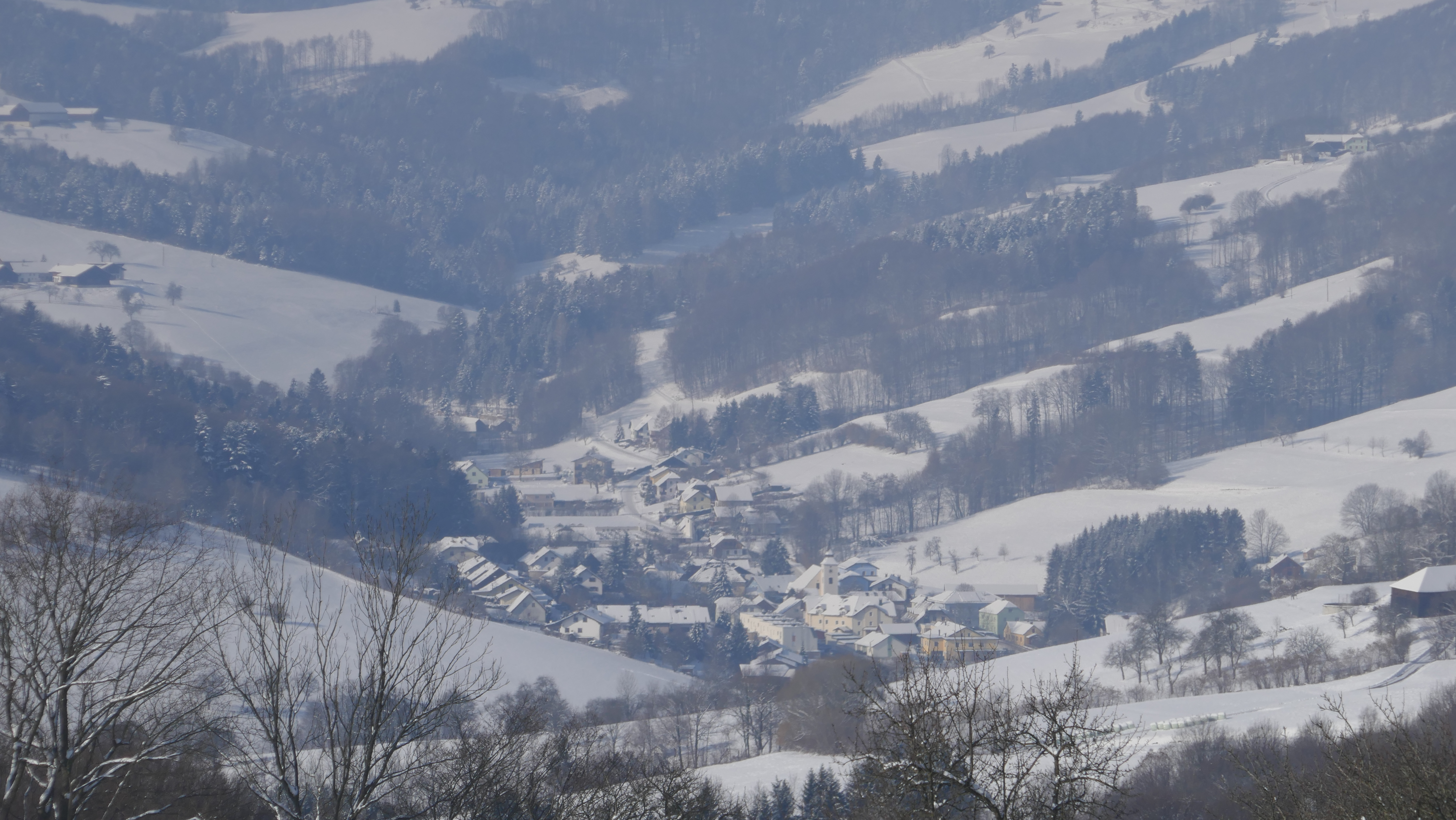
Michelbach télen

Michelbach a tartomány Mostviertel régiójában fekszik, a Bécsi-erdőtől nyugatra, a Michelbach és Durlasbach folyók találkozásánál. Területének 47,1%-a erdő, 48,2% áll mezőgazdasági művelés alatt. Az önkormányzat 8 települést egyesít: Finsteregg (29 lakos 2024-ben), Gstetten (26), Kleindurlas (60), Kropfsdorf (59), Mayerhöfen (92), Michelbach Dorf (170), Michelbach Markt (315) és Untergoin (101).
A környező önkormányzatok: északra Kasten bei Böheimkirchen, északkeletre Stössing, keletre Brand-Laaben, délkeletre Hainfeld, délre Rohrbach an der Gölsen, délnyugatra Sankt Veit an der Gölsen, nyugatra Pyhra.

## Története
Michelbachot 1124-ben említik először oklevelek Michilpach néven. Reginmar passaui püspök 1121 és 1125 között Michelbachban Szt. Mártonnak szentelt templomot építtetett, és azt a göttweigi apátság felügyeletére bízta. A falu eleinte a a St. Pölten-i uradalomhoz tartozott, később a Pyhra melletti waldi uradalomhoz csatolták. 1510-ben a Greiss család szerezte meg, akik a reformációt lelkes hívei lettek. Bécs 1529-es török ostromakor a falu nagy része elpusztult, 59 tanyából csak hét maradt meg. 1683-ban, a második török ostromkor hasonló sorsra jutott: 274 embert megöltek, templomát lerombolták, házait felgyújtották. Ezt követően pestisjárvány követelt újabb áldozatokat. A 18. század elején a Bécsi-erdő elnéptelenedett területeit újra benépesítették, és a falvakat, köztük Michelbachot is újjáépítették. 
A második világháborúban 72 michelbachi veszett oda. 
2000-ben az Antares amatőrcsillagász egyesület épített nyilvános csillagvizsgálót Michelbach Dorfban. 

## Lakosság
A michelbachi önkormányzat területén 2024 januárjában 852 fő élt. Lakosságszáma 1869 óta 750-950 között mozog. 2022-ben az ittlakók 94%-a volt osztrák állampolgár; a külföldiek közül 1,1% a régi (2004 előtti), 4,7% az új EU-tagállamokból érkezett, 0,2% egyéb ország polgára volt. 2001-ben a lakosok 93,6%-a római katolikusnak, 1% evangélikusnak, 0,1% ortodoxnak, 0,9% mohamedánnak, 3,5% pedig felekezeten kívülinek vallotta magát. Ugyanekkor egy magyar élt a mezővárosban; a legnagyobb nemzetiségi csoportot a németek (98,4%) mellett a törökök alkották 4 fővel (0,4%). 
A népesség változása:

| 2016 | 903 |
| 2018 | 915 |

## Látnivalók
- a Szt. Mihály-plébániatemplom
- a mezőgazdasági és kézművesmúzeum

## Fordítás
- Ez a szócikk részben vagy egészben  a   Michelbach (Niederösterreich) című német Wikipédia-szócikk ezen változatának fordításán alapul.  Az eredeti cikk szerkesztőit annak laptörténete sorolja fel. Ez a jelzés csupán a megfogalmazás eredetét és a szerzői jogokat jelzi, nem szolgál a cikkben szereplő információk forrásmegjelöléseként.